# Scroll Lock

Scroll Lock este o tastă (de multe ori asociată cu un beculeț de stare) prezentă pe majoritatea tastaturilor moderne. Tasta nu este folosită prea des. 
Tasta scroll lock blochează toate tehnicile de derulare (scrolling) și este moștenită de la tastaturile IBM originale. Inițial, scopul ei era să modifice purtarea tastelor săgeți. Când scroll lock este activat, tastele săgeți au rolul de a deplasa conținutul unei ferestre cu text, în locul mișcării cursorului. Astfel folosită, scroll lock este o tastă modificătoare (modifier key) ca și Alt și Shift (care modifică funcția altor taste) și, mai exact, o tastă de stare, ca Num Lock sau Caps Lock care odată apăsate, rămân activate până la o altă apăsare.
Astăzi, folosirea tastei scroll lock este rară. Doar puține programe moderne încă mai folosesc această funcție, cum ar fi Microsoft Excel (când scroll lock este activat, tastele săgeți nu schimbă selecția celulelor ci derulează tabelul), Lotus Notes și Forté Agent. În mediile de lucru moderne, derularea este realizată prin folosirea barelor de scroll sau scrollul mouseului. Astfel, scroll lock este total nefolositoare în aproape toate programele și sistemele de operare moderne. Unele tastaturi nici măcar nu au această tastă. Ea este atât de puțin folosită încât unele versiuni mai mici de Linux, cum ar fi Xfce, nu o suportă deloc.. Cu toate acestea, în liniile de comandă Linux (non-GUI) scroll lock are rolul vechi, de a preveni derularea textului în consola Linux. 